# Vyšší odborná škola a střední pedagogická škola Litomyšl
Vyšší odborná škola a střední pedagogická škola Litomyšl, známá též dříve jako Nová dívčí škola, se nachází ve východočeském městě Litomyšl, na Komenského náměstí východně od centra města. Je evidována jako kulturní památka.

## Historie
Budova tzv. dívčí školy/pedagogia byla vybudována v polovině prvního desetiletí 20. století na místě bývalého Panského mlýna, který byl pro potřeby výstavby školy stržen. Architekt školy Dobroslav Hnídek, jehož návrh zvítězil mezi 37 přihlášenými, byl inspirován budovou místního zámku, proto byla fasáda doplněna lunetami a dalšími prvky typickými pro českou renesanci. Stavební práce na budově byly dokončeny v roce 1907.
Škola měla s nedalekým Smetanovým domem tvořit okolo dnešního Komenského náměstí jádro moderně budované části města, k realizaci ostatních staveb však již nedošlo. Velkolepost fasády budovy byla při jejím dokončení v litomyšlském tisku kritizována.
Budova v době svého vzniku sloužila nejen jako dívčí škola, ale také jako Soukromý městský ústav ku vzdělání učitelek. Ten byl v roce 1921 zestátněn a přejmenován na Koedukační ústav učitelský v Litomyšli. Ten působil až do druhé světové války. V letech 1948 až 1952 byl provoz školy v původní budově na jistou dobu přerušen. Poté zde pedagogická škola působila dál, po nějakou dobu nesla název po Zdeňku Nejedlém. Současný název i podobu má škola od roku 1996. Na počátku 21. století byla budova školy rekonstruována.